# 小幡緑地駅

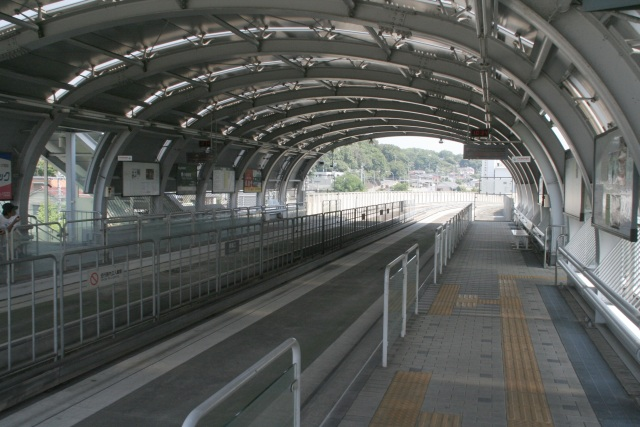
構内

小幡緑地駅（おばたりょくちえき）は、愛知県名古屋市守山区竜泉寺2丁目にある、名古屋ガイドウェイバスガイドウェイバス志段味線（ゆとりーとライン）の停留場である。駅番号はY09。
軌道路線であるガイドウェイバス志段味線の終点であり、当停留場から先は平面走行区間となる。

## 歴史
- 2001年（平成13年）3月23日 - 開業[1]。

## 停留場構造
相対式2面2線ホームをもつ高架駅。トイレは駅舎1階にある。エレベータがある。本社に隣接しているが駅舎内に有人窓口などはなく、営業上は無人駅である。
この駅の東側にモードインターチェンジがあり、専用軌道（高架）と一般道（平面）を接続する。大曽根駅から小幡緑地駅止まりのバスはモードインターチェンジを出たところで転回して大曽根駅方面へ折り返す。

### のりば
| のりば | 路線      | 方向 | 行先                       |
| ------ | --------- | ---- | -------------------------- |
| 1      | ■志段味線 | 下り | 志段味交通広場・高蔵寺方面 |
| 2      | ■志段味線 | 上り | 大曽根方面                 |

## 利用状況
| 年度                 | 乗車人員(人/日) |
| -------------------- | --------------- |
| 2001年（平成13年度） | 434             |
| 2002年（平成14年度） | 454             |
| 2003年（平成15年度） | 488             |
| 2004年（平成16年度） | 528             |
| 2005年（平成17年度） | 584             |
| 2006年（平成18年度） | 627             |
| 2007年（平成19年度） | 641             |
| 2008年（平成20年度） | 647             |
| 2009年（平成21年度） | 592             |
| 2010年（平成22年度） | 527             |
| 2011年（平成23年度） | 632             |
| 2012年（平成24年度） | 640             |
| 2013年（平成25年度） | 689             |
| 2014年（平成26年度） | 721             |
| 2015年（平成27年度） | 727             |
| 2016年（平成28年度） | 746             |
| 2017年（平成29年度） | 794             |
| 2018年（平成30年度） | 787             |
| 2019年（令和元年度） | 752             |

※ 乗車人員（人/日）は、年度別乗車人員を、その年度の暦日で除したもの（小数点以下四捨五入）

## 停留場周辺
- 守山スポーツセンター
- 社会福祉法人 愛知玉葉会 尾張荘、第二尾張荘、ケアハウスふれあい、玉葉会乳児院
- 小幡緑地（本園）
- 名古屋市立小幡北小学校
- 社会福祉法人 九十九会 軽費老人ホーム 名古屋市緑寿荘
- 名古屋ガイドウェイバス本社、管理センター
- 龍泉寺
- 名古屋市営バス小幡緑地バス停
- 竜泉寺街道（愛知県道15号名古屋多治見線）
- 愛知県道202号守山西線

## 隣の停留場
名古屋ガイドウェイバス
■ガイドウェイバス志段味線
白沢渓谷駅 (Y08) - 小幡緑地駅 (Y09) - （平面走行区間）